# Burnt Mound von Cruester

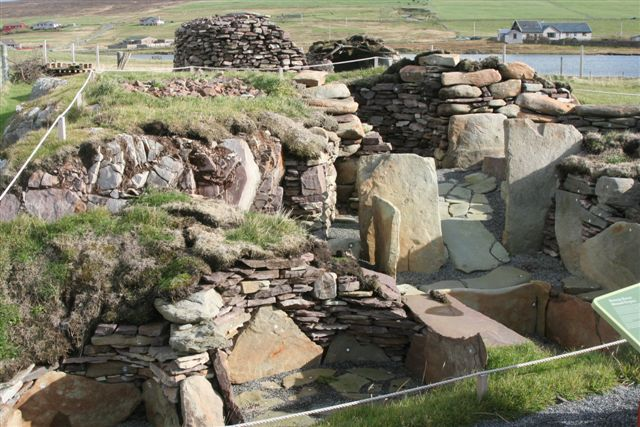
Der wiederaufgebaute Burnt Mound

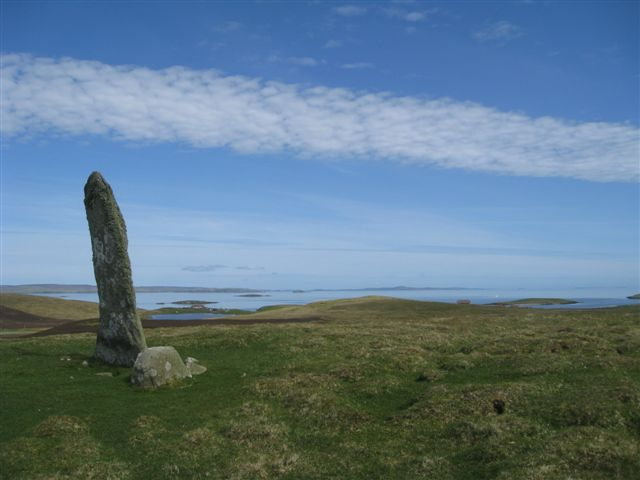
Der Menhir von Cruester

Der von Küstenerosion bedrohte Burnt Mound von Cruester (auch Cruister) liegt auf der Shetlandinsel Bressay in Schottland. Ein archäologisches Projekt hat den Burnt Mound, von dem bereits ein Drittel erodiert war, demontiert und voll funktionsfähig wieder aufgebaut. 
Der Burnt Mound auf Bressay verfügt über einen Herd und ein Wasserbecken, die durch eine Rutsche verbunden und von einer Reihe von Zellen und Strukturen aus Trockenmauerwerk umgeben sind. Um diese herum liegt ein großer Haufen von durch Feuer gebrochenen Steinen, der vermutlich entstand, während die Anlage im Einsatz war. Die Archäologen glauben, dass die im Feuer erhitzten Steine aus dem Herd über die Rutsche in das Wasserbecken gerollt wurden, um das Wasser zu erhitzen. Die Rutsche ist ein einzigartiges Element unter den erforschten Burnt Mounds.
Shetland hat hunderte Burnt Mounds wie Cruester, die auf großes Interesse stoßen, weil die damit verbundenen Strukturen die komplexesten unter den in Großbritannien und Irland entdeckten sind.

## Datierung
Einige verbrannte Hügel datieren in die späte Jungsteinzeit, wie Watermead in Leicestershire. Die meisten stammen aus der Bronzezeit (2300–850 v. Chr.), mehrheitlich aus der mittleren bis späten Bronzezeit (etwa 1750–800 v. Chr.). Einige entstanden erst in der Eisenzeit (800 v. Chr. – 43 n. Chr.)
In der Nähe steht der etwa 2,8 m hohe Menhir von Cruester.